# 龐羅伊鎮區 (明尼蘇達州艾塔斯卡縣)
龐羅伊鎮區（英語：Pomroy Township）是位於美國明尼蘇達州艾塔斯卡縣的一個行政鎮區。

## 地方資料
龐羅伊鎮區的面積為95.94平方千米，當中陸地面積為95.27平方千米，而水域面積為0.66平方千米。根據2020年美國人口普查的數據，當地共有人口33人，而人口密度為每平方千米0.34人。